# 波馬科查區 (阿科班巴省)
波馬科查區（西班牙語：Distrito de Pomacocha），是秘魯的一個區，位於該國中南部萬卡韋利卡大區的阿科班巴省，始建於1943年1月15日，面積53.66平方公里，海拔高度3,150米，2005年人口3,965，人口密度每平方公里74人。